# Coenonympha amaryllis
Coenonympha amaryllis is een vlinder uit de familie Nymphalidae (Aurelia's), onderfamilie Satyrinae. De wetenschappelijke naam is voor het eerst geldig gepubliceerd in 1782 door Caspar Stoll.
De soort komt voor in Europa.